# Alim Ben Mabrouk
Alim Ben Mabrouk   (segon districte de Lió, 25 de juny de 1960) és un exfutbolista algerià de la dècada de 1980.
Fou internacional amb la selecció d'Algèria amb la qual participà en la Copa del Món de futbol de 1986.
Pel que fa a clubs, destacà a FC Girondins de Bordeaux i Olympique Lyonnais.